# Mollington (Oxfordshire)
Mollington – wieś w Anglii, w hrabstwie Oxfordshire, w dystrykcie Cherwell. Leży 42 km na północ od Oksfordu i 110 km na północny zachód od Londynu. W 2011 miejscowość liczyła 479 mieszkańców.